# Fernanda Castillo
Fernanda Castillo, all'anagrafe María Fernanda Castillo García (Hermosillo, 24 marzo 1982), è un'attrice e modella messicana, nota per le sue interpretazioni nelle serie televisive El señor de los cielos, Destilando amor, Monarca e come coprotagonista di Enemigo íntimo.

## Filmografia parziale

### Televisione
- Teresa (2010-2011)
- El señor de los cielos – serial TV, 420 episodi (2013-2017)

### Doppiaggio
- La fiaba infinita (Día de muertos), regia di Carlos Gutiérrez Medrano (2019)

## Riconoscimenti
- Premios Tu Mundo
  - 2015[5] e 2016[6] – vincitrice del premio Favorite Lead Actress